# باشگاه فوتبال سوپر نوا
باشگاه فوتبال سوپر نوا یک باشگاه فوتبال لتونی است که در سال ۲۰۰۰ در شهر اولاین تأسیس شد.

## تاریخچه
این باشگاه در سال ۲۰۰۰ تأسیس شد و در سال ۲۰۱۸ توانست به سطح دوم کشور صعود کند.و در فصل ۲۰۲۱ به لیگ برتر فوتبال لتونی صعود کرد و به آنجا رسیدید.

## عملکرد باشگاه (از سال ۲۰۱۴)

### به عنوان ای‌اف‌ای اولاین (AFA Olaine)
| فصل‌  | بخش | لیگ   | رتبه | منبع  | یادداشت |
| ---- | --- | ----- | ---- | ----- | ------- |
| ۲۰۱۴ | ۱.  | لیگ ۱ | ۱۱.  | [ ۱ ] |         |
| ۲۰۱۵ | ۱.  | لیگ ۱ | ۸.   | [ ۲ ] |         |

### به عنوان ای‌اف‌ای اولاین/سوپر نوا (AFA Olaine/SK Super Nova)
| فصل‌  | سطح | لیگ   | رتبه | منبع  | یادداشت |
| ---- | --- | ----- | ---- | ----- | ------- |
| ۲۰۱۶ | ۱.  | لیگ ۱ | ۲.   | [ ۳ ] |         |

### به عنوان یک سوپر نوا
| فصل‌  | سطح | لیگ      | رتبه | منبع  | یادداشت    |
| ---- | --- | -------- | ---- | ----- | ---------- |
| ۲۰۱۸ | ۱.  | لیگ ۱    | ۲.   | [ ۴ ] |            |
| ۲۰۱۹ | ۱.  | لیگ ۱    | ۲.   | [ ۵ ] |            |
| ۲۰۲۰ | ۱.  | لیگ ۱    | ۶.   | [ ۶ ] |            |
| ۲۰۲۱ | ۱.  | لیگ ۱    | ۳.   | [ ۷ ] | (صعود کرد) |
| ۲۰۲۲ | ۱.  | لیگ برتر | .    |       |            |

## پیوندها به بیرون
- سایت رسمی
- online.lff.lv
- فدراسیون فوتبال لتونی